# Episodi di Matinee Theatre (prima stagione)
La prima stagione della serie televisiva Matinee Theatre è andata in onda negli Stati Uniti dal 31 ottobre 1955 al 10 agosto 1956 sulla NBC.
| nº  | Titolo originale                  | Prima TV USA     |
| --- | --------------------------------- | ---------------- |
| 1   | Beginning Now                     | 31 ottobre 1955  |
| 2   | The Make Believe Mother           | 1º novembre 1955 |
| 3   | The Persistent Image              | 2 novembre 1955  |
| 4   | I'm Straight with the World       | 3 novembre 1955  |
| 5   | Progress and Minnie Sweeney       | 4 novembre 1955  |
| 6   | The House on Wildwood Lane        | 7 novembre 1955  |
| 7   | Beyond a Reasonable Doubt         | 8 novembre 1955  |
| 8   | One for the Road                  | 9 novembre 1955  |
| 9   | An Apple for Miss Myrtle          | 10 novembre 1955 |
| 10  | The Man Without a Country         | 11 novembre 1955 |
| 11  | Jigsaw                            | 14 novembre 1955 |
| 12  | She's the One with the Funny Face | 15 novembre 1955 |
| 13  | All the Hoffmeyers in the World   | 16 novembre 1955 |
| 14  | The Aspern Papers                 | 17 novembre 1955 |
| 15  | Roman Fever                       | 18 novembre 1955 |
| 16  | Midsummer                         | 21 novembre 1955 |
| 17  | The Lady Chooses                  | 22 novembre 1955 |
| 18  | The Courtship of Miles Standish   | 23 novembre 1955 |
| 19  | Dispossessed                      | 25 novembre 1955 |
| 20  | One for the Road                  | 28 novembre 1955 |
| 21  | The Touchstone                    | 29 novembre 1955 |
| 22  | Wuthering Heights                 | 30 novembre 1955 |
| 23  | The Brass Ring                    | 1º dicembre 1955 |
| 24  | Jason                             | 2 dicembre 1955  |
| 25  | Arrowsmith                        | 5 dicembre 1955  |
| 26  | Passing Strange                   | 6 dicembre 1955  |
| 27  | For These Services                | 7 dicembre 1955  |
| 28  | Cordially - With Bombs            | 8 dicembre 1955  |
| 29  | The White Oaks                    | 9 dicembre 1955  |
| 30  | O'Toole from Moscow               | 12 dicembre 1955 |
| 31  | The Milwaukee Rocket              | 13 dicembre 1955 |
| 32  | This One is Different             | 14 dicembre 1955 |
| 33  | Sins of the Fathers               | 15 dicembre 1955 |
| 34  | See You on Sunday                 | 16 dicembre 1955 |
| 35  | Coming of Age                     | 19 dicembre 1955 |
| 36  | Technique                         | 20 dicembre 1955 |
| 37  | Gallin: All-American              | 21 dicembre 1955 |
| 38  | Santa is No Saint                 | 22 dicembre 1955 |
| 39  | The Unwelcomed                    | 23 dicembre 1955 |
| 40  | The Red Sanders Story             | 26 dicembre 1955 |
| 41  | Elisha and the Long Knives        | 27 dicembre 1955 |
| 42  | Horns of the Dilemma              | 28 dicembre 1955 |
| 43  | It Sometimes Happens Twice        | 29 dicembre 1955 |
| 44  | The Shot                          | 30 dicembre 1955 |
| 45  | Mr. Krane                         | 3 gennaio 1956   |
| 46  | Yesterday is Gone                 | 4 gennaio 1956   |
| 47  | Double Door                       | 5 gennaio 1956   |
| 48  | The Happy Rest                    | 6 gennaio 1956   |
| 49  | The Gate                          | 9 gennaio 1956   |
| 50  | One Left Over                     | 10 gennaio 1956  |
| 51  | All the Trees in the Field        | 11 gennaio 1956  |
| 52  | The Century Plant                 | 12 gennaio 1956  |
| 53  | Friday the 13th                   | 13 gennaio 1956  |
| 54  | The Old Maid                      | 16 gennaio 1956  |
| 55  | Mother Was a Bachelor             | 17 gennaio 1956  |
| 56  | The Bottom of the River           | 18 gennaio 1956  |
| 57  | Company Manners                   | 19 gennaio 1956  |
| 58  | The Child and the Muse            | 20 gennaio 1956  |
| 59  | The Big Box                       | 23 gennaio 1956  |
| 60  | Sincerely Yours, Charlie Fisher   | 24 gennaio 1956  |
| 61  | Doc                               | 25 gennaio 1956  |
| 62  | The Amateur                       | 26 gennaio 1956  |
| 63  | Light and Shadow                  | 27 gennaio 1956  |
| 64  | Romney                            | 30 gennaio 1956  |
| 65  | O Promise Me                      | 31 gennaio 1956  |
| 66  | Hold My Hand and Run              | 1º febbraio 1956 |
| 67  | Dark Possession                   | 2 febbraio 1956  |
| 68  | The Diamond                       | 3 febbraio 1956  |
| 69  | Susan and God                     | 6 febbraio 1956  |
| 70  | As Young As You Feel              | 7 febbraio 1956  |
| 71  | The White Knight                  | 8 febbraio 1956  |
| 72  | The Anxious Years                 | 9 febbraio 1956  |
| 73  | The Heart of Mary Lincoln         | 10 febbraio 1956 |
| 74  | The Middle Son                    | 13 febbraio 1956 |
| 75  | Valentine's Day                   | 14 febbraio 1956 |
| 76  | Summer Cannot Last                | 15 febbraio 1956 |
| 77  | The Last Battlefield              | 16 febbraio 1956 |
| 78  | The Catbird Seat                  | 17 febbraio 1956 |
| 79  | Dream House                       | 20 febbraio 1956 |
| 80  | The Runaways                      | 21 febbraio 1956 |
| 81  | The Ledger                        | 22 febbraio 1956 |
| 82  | When the Bough Breaks             | 23 febbraio 1956 |
| 83  | I Want to March                   | 24 febbraio 1956 |
| 84  | Skylark                           | 27 febbraio 1956 |
| 85  | Tall, Dark Stranger               | 28 febbraio 1956 |
| 86  | Anything But Love                 | 29 febbraio 1956 |
| 87  | Robin Daw                         | 1º marzo 1956    |
| 88  | Letter to a Stranger              | 2 marzo 1956     |
| 89  | Dinner at Antoine's               | 5 marzo 1956     |
| 90  | The Mating of Watkins Tottle      | 6 marzo 1956     |
| 91  | Her Son's Wife                    | 7 marzo 1956     |
| 92  | The Shining Palace                | 8 marzo 1956     |
| 93  | The Odd Ones                      | 9 marzo 1956     |
| 94  | A Cowboy for Chris                | 12 marzo 1956    |
| 95  | The Rocking Chair                 | 13 marzo 1956    |
| 96  | The Big Guy                       | 14 marzo 1956    |
| 97  | Statute of Limitations            | 15 marzo 1956    |
| 98  | The Baron and the Banshees        | 16 marzo 1956    |
| 99  | Notebook Warrior                  | 19 marzo 1956    |
| 100 | Temptation for a King             | 20 marzo 1956    |
| 101 | The Antidote                      | 21 marzo 1956    |
| 102 | Shadows                           | 22 marzo 1956    |
| 103 | M is for the Many                 | 23 marzo 1956    |
| 104 | Silent Partner                    | 26 marzo 1956    |
| 105 | Winter in April                   | 27 marzo 1956    |
| 106 | Bread Upon the Waters             | 28 marzo 1956    |
| 107 | The Giant Killer                  | 29 marzo 1956    |
| 108 | The Book of Ruth                  | 30 marzo 1956    |
| 109 | Singer in the Valley              | 2 aprile 1956    |
| 110 | The Heart of a Husband            | 3 aprile 1956    |
| 111 | From the Desk of Margaret Tydings | 4 aprile 1956    |
| 112 | But You Look Like Sisters         | 5 aprile 1956    |
| 113 | The House of Seven Gables         | 6 aprile 1956    |
| 114 | Fiddlin' Man                      | 9 aprile 1956    |
| 115 | The Hollow Woman                  | 10 aprile 1956   |
| 116 | People in Glass                   | 11 aprile 1956   |
| 117 | One of the Family                 | 12 aprile 1956   |
| 118 | Young Hands, Young Feet           | 13 aprile 1956   |
| 119 | The Lark Shall Sing               | 16 aprile 1956   |
| 120 | The Doctor's Wife                 | 17 aprile 1956   |
| 121 | In Dread of Winter                | 18 aprile 1956   |
| 122 | The Babylonian Heart              | 19 aprile 1956   |
| 123 | Ask Me No Questions               | 20 aprile 1956   |
| 124 | Whom Death Has Joined Together    | 23 aprile 1956   |
| 125 | The Wedding                       | 24 aprile 1956   |
| 126 | The Reckoning                     | 25 aprile 1956   |
| 127 | A Woman Named Ruby                | 26 aprile 1956   |
| 128 | The Bright Boy                    | 27 aprile 1956   |
| 129 | The Carefree Tree                 | 30 aprile 1956   |
| 130 | Graybeards and Witches            | 1º maggio 1956   |
| 131 | The Legend of Jenny Lind          | 2 maggio 1956    |
| 132 | Daughter of the Seventh Day       | 3 maggio 1956    |
| 133 | Night Must Fall                   | 4 maggio 1956    |
| 134 | The 25th Hour                     | 7 maggio 1956    |
| 135 | A Man and a Maid                  | 8 maggio 1956    |
| 136 | Perspective                       | 9 maggio 1956    |
| 137 | The Catamaran                     | 10 maggio 1956   |
| 138 | Johnny Came Marching Home         | 11 maggio 1956   |
| 139 | A Family Affair                   | 14 maggio 1956   |
| 140 | Blind Date                        | 16 maggio 1956   |
| 141 | To Have and to Hold               | 17 maggio 1956   |
| 142 | Edwina Black                      | 18 maggio 1956   |
| 143 | The Spare Room                    | 21 maggio 1956   |
| 144 | The Bottle Imp                    | 22 maggio 1956   |
| 145 | Brief Music                       | 23 maggio 1956   |
| 146 | The Girl from Boro Park           | 24 maggio 1956   |
| 147 | To Whom It May Concern            | 25 maggio 1956   |
| 148 | Bachelor Buttons                  | 28 maggio 1956   |
| 149 | The Children of Papa Juan         | 29 maggio 1956   |
| 150 | Herself Alone                     | 30 maggio 1956   |
| 151 | Three for the Money               | 31 maggio 1956   |
| 152 | Taxi to the Moon                  | 1º giugno 1956   |
| 153 | The Goodtime Boys                 | 4 giugno 1956    |
| 154 | The American                      | 5 giugno 1956    |
| 155 | The Luck of Amos Currie           | 6 giugno 1956    |
| 156 | Fight the Whole World             | 7 giugno 1956    |
| 157 | Autumn Crocus                     | 8 giugno 1956    |
| 158 | George Has a Birthday             | 11 giugno 1956   |
| 159 | The Serpent's Tooth               | 12 giugno 1956   |
| 160 | Crime at Blossom's                | 13 giugno 1956   |
| 161 | Cause for Suspicion               | 14 giugno 1956   |
| 162 | Alison's House                    | 15 giugno 1956   |
| 163 | Safe Place                        | 18 giugno 1956   |
| 164 | The Guest Cottage                 | 19 giugno 1956   |
| 165 | Forsaking All Others              | 20 giugno 1956   |
| 166 | Love, Honor and O'Day             | 21 giugno 1956   |
| 167 | The Damask Cheek                  | 22 giugno 1956   |
| 168 | The Lighted Window                | 25 giugno 1956   |
| 169 | But Fear Itself                   | 26 giugno 1956   |
| 170 | The Birthday Present              | 27 giugno 1956   |
| 171 | The Ghost of Greenwich Village    | 28 giugno 1956   |
| 172 | The Young and the Damned          | 29 giugno 1956   |
| 173 | There's Always Juliet             | 2 luglio 1956    |
| 174 | Seasoned Timber                   | 3 luglio 1956    |
| 175 | The Declaration                   | 4 luglio 1956    |
| 176 | High Places                       | 5 luglio 1956    |
| 177 | Black Chiffon                     | 6 luglio 1956    |
| 178 | Class of '58                      | 9 luglio 1956    |
| 179 | Marriage by the Millions          | 11 luglio 1956   |
| 180 | Backfire                          | 12 luglio 1956   |
| 181 | The Bishop Misbehaves             | 13 luglio 1956   |
| 182 | Remittance                        | 16 luglio 1956   |
| 183 | Beg, Borrow or Steal              | 17 luglio 1956   |
| 184 | Summer Pavilion                   | 18 luglio 1956   |
| 185 | The Feast                         | 19 luglio 1956   |
| 186 | A Full, Rich Life                 | 20 luglio 1956   |
| 187 | The Reverberator                  | 23 luglio 1956   |
| 188 | Woman at the Window               | 24 luglio 1956   |
| 189 | Another Sky                       | 25 luglio 1956   |
| 190 | Letter of Introduction            | 26 luglio 1956   |
| 191 | Home at Seven                     | 27 luglio 1956   |
| 192 | The Cypress Tree                  | 30 luglio 1956   |
| 193 | Belong to Me                      | 31 luglio 1956   |
| 194 | Pygmalion Jones                   | 1º agosto 1956   |
| 195 | Gretel                            | 2 agosto 1956    |
| 196 | Some Man Will Want You            | 3 agosto 1956    |
| 197 | The Fall of the House of Usher    | 6 agosto 1956    |
| 198 | Cupid Rode a Horse                | 7 agosto 1956    |
| 199 | The Old Payola                    | 8 agosto 1956    |
| 200 | The Perfect Alibi                 | 10 agosto 1956   |

## Beginning Now
- Prima televisiva: 31 ottobre 1955
- Diretto da: Albert McCleery
- Soggetto di: J. P. Marquand

### Trama
- Guest star: Julie Bennett, Addison Richards, Frances Reid, Louis Hayward, Philip Bourneuf, Angie Dickinson

## The Make Believe Mother
- Prima televisiva: 1º novembre 1955
- Soggetto di: Ricky Zurex

### Trama
- Guest star: Kevin McCarthy, Augusta Dabney

## The Persistent Image
- Prima televisiva: 2 novembre 1955
- Soggetto di: Gladys Schmitt

### Trama
- Guest star: William Bishop, Angie Dickinson

## I'm Straight with the World
- Prima televisiva: 3 novembre 1955
- Diretto da: Boris Sagal
- Scritto da: Theodore Apstein

### Trama
- Guest star: Lamont Johnson, Peg Hillias, Joe De Santis, James Dunn

## Progress and Minnie Sweeney
- Prima televisiva: 4 novembre 1955
- Diretto da: Larry Schwab
- Scritto da: Edmond Kelso

### Trama
- Guest star: Ann Harding (Minnie Sweeney), Jonathan Hole

## The House on Wildwood Lane
- Prima televisiva: 7 novembre 1955
- Scritto da: George Lowther

### Trama
- Guest star: Adrienne Marden, Bobby Hyatt

## Beyond a Reasonable Doubt
- Prima televisiva: 8 novembre 1955
- Scritto da: Henry Misrock

### Trama
- Guest star: Cara Williams, DeForest Kelley, Melinda Plowman

## One for the Road
- Prima televisiva: 9 novembre 1955
- Scritto da: Ellis St. Joseph

### Trama
- Guest star: Ben Welden (Boss), Michael Winkelman (Jonathan), Mary Scott (Virginia), Peter Hansen (Fred Purdy), John Abbott (Jasper Purdy)

## An Apple for Miss Myrtle
- Prima televisiva: 10 novembre 1955
- Soggetto di: Margaret Cousins

### Trama
- Guest star: Geraldine Page (Miss Myrtle)

## The Man Without a Country
- Prima televisiva: 11 novembre 1955
- Diretto da: Lamont Johnson
- Soggetto di: Edward Everett Hale

### Trama
- Guest star: Peter Hansen (John Phillip Nolan)

## Jigsaw
- Prima televisiva: 14 novembre 1955
- Scritto da: Seymour Stern

### Trama
- Guest star: John Conte, Judith Evelyn, Tom Laughlin

## She's the One with the Funny Face
- Prima televisiva: 15 novembre 1955
- Scritto da: Bob Barbash

### Trama
- Guest star: Judy Canova

## All the Hoffmeyers in the World
- Prima televisiva: 16 novembre 1955
- Diretto da: Walter Grauman
- Scritto da: Anthony Spinner

### Trama
- Guest star: Kathleen Freeman, Gordon Mills, Jean Inness, Ludwig Donath

## The Aspern Papers
- Prima televisiva: 17 novembre 1955
- Diretto da: Arthur Hiller
- Soggetto di: Henry James

### Trama
- Guest star: Ernest Sarracino, Katherine Warren, Frances Reid, Donald Murphy

## Roman Fever
- Prima televisiva: 18 novembre 1955
- Diretto da: Sherman Marks
- Soggetto di: Edith Wharton

### Trama
- Guest star: Claire Luce, Irene Hervey, Sally Bliss

## Midsummer
- Prima televisiva: 21 novembre 1955
- Diretto da: Boris Sagal
- Soggetto di: Nancy Hale

### Trama
- Guest star: Carolyn Craig, Ted Donaldson, Keith Andes, Margaret O'Brien (Victoria)

## The Lady Chooses
- Prima televisiva: 22 novembre 1955
- Scritto da: William McCleery

### Trama
- Guest star: Judith Evelyn, John Hoyt

## The Courtship of Miles Standish
- Prima televisiva: 23 novembre 1955
- Diretto da: Lamont Johnson
- Soggetto di: Henry Wadsworth Longfellow

### Trama
- Guest star: Tudor Owen, Olive Sturgess (Priscilla Mullins), Val Dufour (John Alden), John Dehner (Miles Standish)

## Dispossessed
- Prima televisiva: 25 novembre 1955
- Diretto da: Allan A. Buckhantz
- Scritto da: Elizabeth Hart
- Soggetto di: Nedra Tyre

### Trama
- Guest star: Amzie Strickland, Helen Wallace, Robert Forrest

## One for the Road
- Prima televisiva: 28 novembre 1955
- Scritto da: Ellis St. Joseph

### Trama
- Guest star:

## The Touchstone
- Prima televisiva: 29 novembre 1955
- Diretto da: Arthur Hiller
- Soggetto di: Edith Wharton

### Trama
- Guest star: Don Briggs (Stephen), Frances Robinson (Alexa), Anthony Eustrel (Dexter), Victoria Ward

## Wuthering Heights
- Prima televisiva: 30 novembre 1955
- Diretto da: Lamont Johnson
- Soggetto di: Emily Brontë

### Trama
- Guest star: Stanley Adams (Earnshaw), Natalie Norwick (Isabella), Sean McClory (Hindley), Shelley Fabares (Young Catherine), Sammy Ogg (Young Heathcliff), Peggy Webber (Catherine), Richard Boone (Heathcliff)

## The Brass Ring
- Prima televisiva: 1º dicembre 1955
- Soggetto di: Jacqueline Rhodes

### Trama
- Guest star:

## Jason
- Prima televisiva: 2 dicembre 1955
- Soggetto di: Samson Raphaelson

### Trama
- Guest star: Helen Westcott, John Hoyt

## Arrowsmith
- Prima televisiva: 5 dicembre 1955
- Diretto da: Boris Sagal
- Soggetto di: Sinclair Lewis

### Trama
- Guest star: Grant Williams (Martin Arrowsmith), Gregory Gaye, Maudie Prickett, Rebecca Welles

## Passing Strange
- Prima televisiva: 6 dicembre 1955
- Scritto da: E. Jack Neuman

### Trama
- Guest star: Val Dufour, Sally Brophy

## For These Services
- Prima televisiva: 7 dicembre 1955
- Scritto da: Theodore Ferro, Mathilde Ferro

### Trama
- Guest star: Richard Jaeckel

## Cordially - With Bombs
- Prima televisiva: 8 dicembre 1955

### Trama
- Guest star: Arthur O'Connell

## The White Oaks
- Prima televisiva: 9 dicembre 1955
- Diretto da: Allan A. Buckhantz
- Soggetto di: Mazo de la Roche

### Trama
- Guest star: Robert Arthur, Myron Healey, Lenore Shanewise

## O'Toole from Moscow
- Prima televisiva: 12 dicembre 1955
- Diretto da: Larry Schwab
- Scritto da: Rod Serling

### Trama
- Guest star: Kurt Katch, John Banner, Leo Durocher, Chuck Connors

## The Milwaukee Rocket
- Prima televisiva: 13 dicembre 1955
- Diretto da: Jim Jordan
- Soggetto di: Ted Prideaux

### Trama
- Guest star: Robert Horton, Alan Hale, Jr., Karen Steele

## This One is Different
- Prima televisiva: 14 dicembre 1955
- Scritto da: S. S. Schweitzer

### Trama
- Guest star:

## Sins of the Fathers
- Prima televisiva: 15 dicembre 1955
- Diretto da: Boris Sagal
- Scritto da: David Davidson

### Trama
- Guest star: Carolyn Craig, Frances Reid, Donald Murphy, John Hoyt

## See You on Sunday
- Prima televisiva: 16 dicembre 1955

### Trama
- Guest star: Jan Merlin, Angie Dickinson

## Coming of Age
- Prima televisiva: 19 dicembre 1955
- Diretto da: Tad Danielewski
- Scritto da: Harold Brodkey, Joanna Brodkey

### Trama
- Guest star: Elaine Stritch, Madge Evans

## Technique
- Prima televisiva: 20 dicembre 1955
- Scritto da: Lois Jacoby

### Trama
- Guest star: Shirley Ross, Hayden Rorke, Angie Dickinson, Claire Luce

## Gallin: All-American
- Prima televisiva: 21 dicembre 1955

### Trama
- Guest star:

## Santa is No Saint
- Prima televisiva: 22 dicembre 1955
- Diretto da: Arthur Hiller
- Scritto da: Doris Hursley, Frank Hursley

### Trama
- Guest star: Jerry Mathers, Jean Byron, Robert Middleton, Anita Louise, Edmund Gwenn

## The Unwelcomed
- Prima televisiva: 23 dicembre 1955

### Trama
- Guest star:

## The Red Sanders Story
- Prima televisiva: 26 dicembre 1955
- Diretto da: Walter Grauman
- Soggetto di: George Bruce

### Trama
- Guest star: William Schallert, Philip Tonge, Dorothy Green, Richard Arlen (Red Sanders)

## Elisha and the Long Knives
- Prima televisiva: 27 dicembre 1955
- Scritto da: Dale Wasserman

### Trama
- Guest star: Harry Carey, Jr.

## Horns of the Dilemma
- Prima televisiva: 28 dicembre 1955

### Trama
- Guest star:

## Little Girls Grow Up
- Prima televisiva: 29 dicembre 1955

### Trama
- Guest star:

## The Shot
- Prima televisiva: 30 dicembre 1955
- Diretto da: Allan A. Buckhantz
- Scritto da: E. Jack Neuman

### Trama
- Guest star: Rachel Ames, Douglas Kennedy, James Griffith, Myron Healey

## Mr. Krane
- Prima televisiva: 3 gennaio 1956
- Diretto da: Boris Sagal
- Scritto da: Rod Coneybeare

### Trama
- Guest star: Peter Hansen (Will), Mary La Roche (Elaine), John Hoyt (Harry), Cedric Hardwicke (Mr. Krane)

## Yesterday is Gone
- Prima televisiva: 4 gennaio 1956

### Trama
- Guest star:

## Double Door
- Prima televisiva: 5 gennaio 1956

### Trama
- Guest star:

## The Happy Rest
- Prima televisiva: 6 gennaio 1956

### Trama
- Guest star:

## The Gate
- Prima televisiva: 9 gennaio 1956

### Trama
- Guest star:

## One Left Over
- Prima televisiva: 10 gennaio 1956

### Trama
- Guest star:

## All the Trees in the Field
- Prima televisiva: 11 gennaio 1956
- Diretto da: Alan Neuman
- Scritto da: Silvia Richards

### Trama
- Guest star: Sammee Tong (infermieraryman), Carolyn Craig (Cousin), Amzie Strickland (Daughter-in-law), Adrienne Marden (madre), Melinda Plowman (Granddaughter), Robert Karnes (Son), James Bell (rancher)

## The Century Plant
- Prima televisiva: 12 gennaio 1956
- Scritto da: Theodore Apstein

### Trama
- Guest star:

## Friday the 13th
- Prima televisiva: 13 gennaio 1956
- Diretto da: Allan A. Buckhantz
- Scritto da: Sumner Locke Elliott

### Trama
- Guest star: Paul Burke, Mary Beth Hughes, Virginia Gibson, Glenn Langan, Cathy Downs, Maxine Cooper, Rex Reason

## The Old Maid
- Prima televisiva: 16 gennaio 1956
- Diretto da: Lamont Johnson
- Soggetto di: Edith Wharton

### Trama
- Guest star: Sarah Churchill (Charlotte Lovell), Katharine Bard, Karen Sharpe Kramer, Rhodes Reason

## Mother Was a Bachelor
- Prima televisiva: 17 gennaio 1956
- Scritto da: Irving Phillips

### Trama
- Guest star: Billie Burke

## The Bottom of the River
- Prima televisiva: 18 gennaio 1956
- Scritto da: Arnold Schulman

### Trama
- Guest star:

## Company Manners
- Prima televisiva: 19 gennaio 1956
- Scritto da: Aldyth Morris

### Trama
- Guest star:

## The Child and the Muse
- Prima televisiva: 20 gennaio 1956
- Scritto da: Octavus Roy Cohen

### Trama
- Guest star:

## The Big Box
- Prima televisiva: 23 gennaio 1956
- Diretto da: Boris Sagal
- Scritto da: Arnold Auerbach

### Trama
- Guest star: Benny Baker, Randy Stuart, John Hoyt

## Sincerely Yours, Charlie Fisher
- Prima televisiva: 24 gennaio 1956
- Scritto da: Donald Hymington, Dean Harens

### Trama
- Guest star:

## Doc
- Prima televisiva: 25 gennaio 1956
- Scritto da: Betty Grove

### Trama
- Guest star:

## The Amateur
- Prima televisiva: 26 gennaio 1956
- Scritto da: Mort Thaw

### Trama
- Guest star: Paul Gilbert (Bernie), Adrienne Marden (Sara), Bea Benaderet (Edna)

## Light and Shadow
- Prima televisiva: 27 gennaio 1956
- Scritto da: Glenn Wolfe, Elaine Wolfe

### Trama
- Guest star: Argentina Brunetti, Jeanne Cooper, Paul Lukather

## Romney
- Prima televisiva: 30 gennaio 1956
- Soggetto di: A. L. Barker

### Trama
- Guest star:

## O Promise Me
- Prima televisiva: 31 gennaio 1956
- Scritto da: Greer Johnson

### Trama
- Guest star: Robert Sampson (Buford), Joan Sudlow (Sofan Vestal), Cheerio Meredith (Ola Jean Darter), Dick Elliott (dottor Lamarr Grimp)

## Hold My Hand and Run
- Prima televisiva: 1º febbraio 1956
- Scritto da: Jennette Letton, Francis Letton

### Trama
- Guest star: Claire Luce (Jean Blake), Lowell Gilmore (Bill Blake)

## Dark Possession
- Prima televisiva: 2 febbraio 1956
- Diretto da: Lamont Johnson
- Scritto da: Gore Vidal

### Trama
- Guest star: Maury Hill, Kathleen Crowley, Adrienne Marden, Katharine Bard

## The Diamond
- Prima televisiva: 3 febbraio 1956
- Diretto da: Boris Sagal
- Scritto da: David Chandler

### Trama
- Guest star: Helen Westcott, Richard Crenna, Gloria Blondell

## Susan and God
- Prima televisiva: 6 febbraio 1956
- Diretto da: Walter Grauman
- Soggetto di: Rachel Crothers

### Trama
- Guest star: Cathy Downs, Walter Coy, Sarah Churchill

## As Young As You Feel
- Prima televisiva: 7 febbraio 1956

### Trama
- Guest star:

## The White Knight
- Prima televisiva: 8 febbraio 1956

### Trama
- Guest star:

## The Anxious Years
- Prima televisiva: 9 febbraio 1956

### Trama
- Guest star:

## The Heart of Mary Lincoln
- Prima televisiva: 10 febbraio 1956

### Trama
- Guest star:

## The Middle Son
- Prima televisiva: 13 febbraio 1956
- Scritto da: Nicholas E. Baehr

### Trama
- Guest star:

## Valentine's Day
- Prima televisiva: 14 febbraio 1956
- Scritto da: Virginia Rooks

### Trama
- Guest star:

## Summer Cannot Last
- Prima televisiva: 15 febbraio 1956
- Scritto da: Diana Lutton

### Trama
- Guest star:

## The Last Battlefield
- Prima televisiva: 16 febbraio 1956
- Scritto da: Harold Callen

### Trama
- Guest star:

## The Catbird Seat
- Prima televisiva: 17 febbraio 1956
- Diretto da: Sherman Marks
- Soggetto di: James Thurber

### Trama
- Guest star: Lillian Bronson, Philip Tonge, Dabbs Greer, Mary Wickes

## Dream House
- Prima televisiva: 20 febbraio 1956

### Trama
- Guest star:

## The Runaways
- Prima televisiva: 21 febbraio 1956

### Trama
- Guest star:

## The Ledger
- Prima televisiva: 22 febbraio 1956

### Trama
- Guest star:

## When the Bough Breaks
- Prima televisiva: 23 febbraio 1956

### Trama
- Guest star:

## I Want to March
- Prima televisiva: 24 febbraio 1956

### Trama
- Guest star:

## Skylark
- Prima televisiva: 27 febbraio 1956
- Diretto da: Arthur Hiller
- Soggetto di: Lawrence Hazard

### Trama
- Guest star: Max Showalter, June Vincent, Sheila Bromley, Sarah Churchill, Gene Raymond (Tony Kenyon)

## Tall, Dark Stranger
- Prima televisiva: 28 febbraio 1956
- Scritto da: Peter Barry

### Trama
- Guest star: Zsa Zsa Gábor, Hugh O'Brian

## Anything But Love
- Prima televisiva: 29 febbraio 1956
- Scritto da: William McCleery

### Trama
- Guest star: Diana Lynn, John Conte

## Robin Daw
- Prima televisiva: 1º marzo 1956
- Scritto da: Ira Avery

### Trama
- Guest star: June Havoc (Robin Daw)

## Letter to a Stranger
- Prima televisiva: 2 marzo 1956
- Soggetto di: Elswyth Thane

### Trama
- Guest star: Margaret Hayes (Eve Endicott), Susan Kohner (Joan Marshall), Jeff Morrow (Beaumont Mashall)

## Dinner at Antoine's
- Prima televisiva: 5 marzo 1956
- Diretto da: Allan A. Buckhantz
- Soggetto di: Frances Parkinson Keyes

### Trama
- Guest star: Vinton Hayworth (Foxworth), Jean Parker (Amelie), Tod Andrews

## The Mating of Watkins Tottle
- Prima televisiva: 6 marzo 1956
- Diretto da: Lamont Johnson
- Soggetto di: Charles Dickens

### Trama
- Guest star: John Irving, Phyllis Stanley, Charles Davis, Alan Mowbray

## Her Son's Wife
- Prima televisiva: 7 marzo 1956
- Soggetto di: Claire Wallis

### Trama
- Guest star:

## The Shining Palace
- Prima televisiva: 8 marzo 1956
- Scritto da: Peggy Phillips

### Trama
- Guest star:

## The Odd Ones
- Prima televisiva: 9 marzo 1956
- Scritto da: Betty Ulius

### Trama
- Guest star: Marilyn Erskine (Judith Mann), Darryl Hickman (Ben de Franco), Olive Blakeney (Mrs. Mann)

## A Cowboy for Chris
- Prima televisiva: 12 marzo 1956
- Diretto da: Walter Black
- Scritto da: William Mendrek

### Trama
- Guest star:

## The Rocking Chair
- Prima televisiva: 13 marzo 1956
- Scritto da: Anthony Spinner
- Soggetto di: Bob Barbash

### Trama
- Guest star: Lamont Johnson (Steve), Addison Richards (Frank)

## The Big Guy
- Prima televisiva: 14 marzo 1956
- Scritto da: Leonard Freeman

### Trama
- Guest star: William Schallert (Henry), Toni Gerry (Susan Wilson), Alan Hale, Jr. (Duke)

## Statute of Limitations
- Prima televisiva: 15 marzo 1956
- Scritto da: A. J. Russell

### Trama
- Guest star: Herbert Anderson

## The Baron and the Banshees
- Prima televisiva: 16 marzo 1956
- Scritto da: Seamus White

### Trama
- Guest star: